# Wenlang
Wenlang (kinesiska: 汶朗) är en köping i sydöstra Kina. Den ligger i Huaiji härad i staden Zhaoqing i provinsen Guangdong, omkring 140 kilometer nordväst om provinshuvudstaden Guangzhou. Antalet invånare är 16 542. Befolkningen består av 6 308 kvinnor och 10 234 män. Barn under 15 år utgör 24,0 %, vuxna 15-64 år 68 %, och äldre över 65 år 7,0 %.